# Anisodes clara
Anisodes clara là một loài bướm đêm trong họ Geometridae.